# Legislativversammlung von Yukon

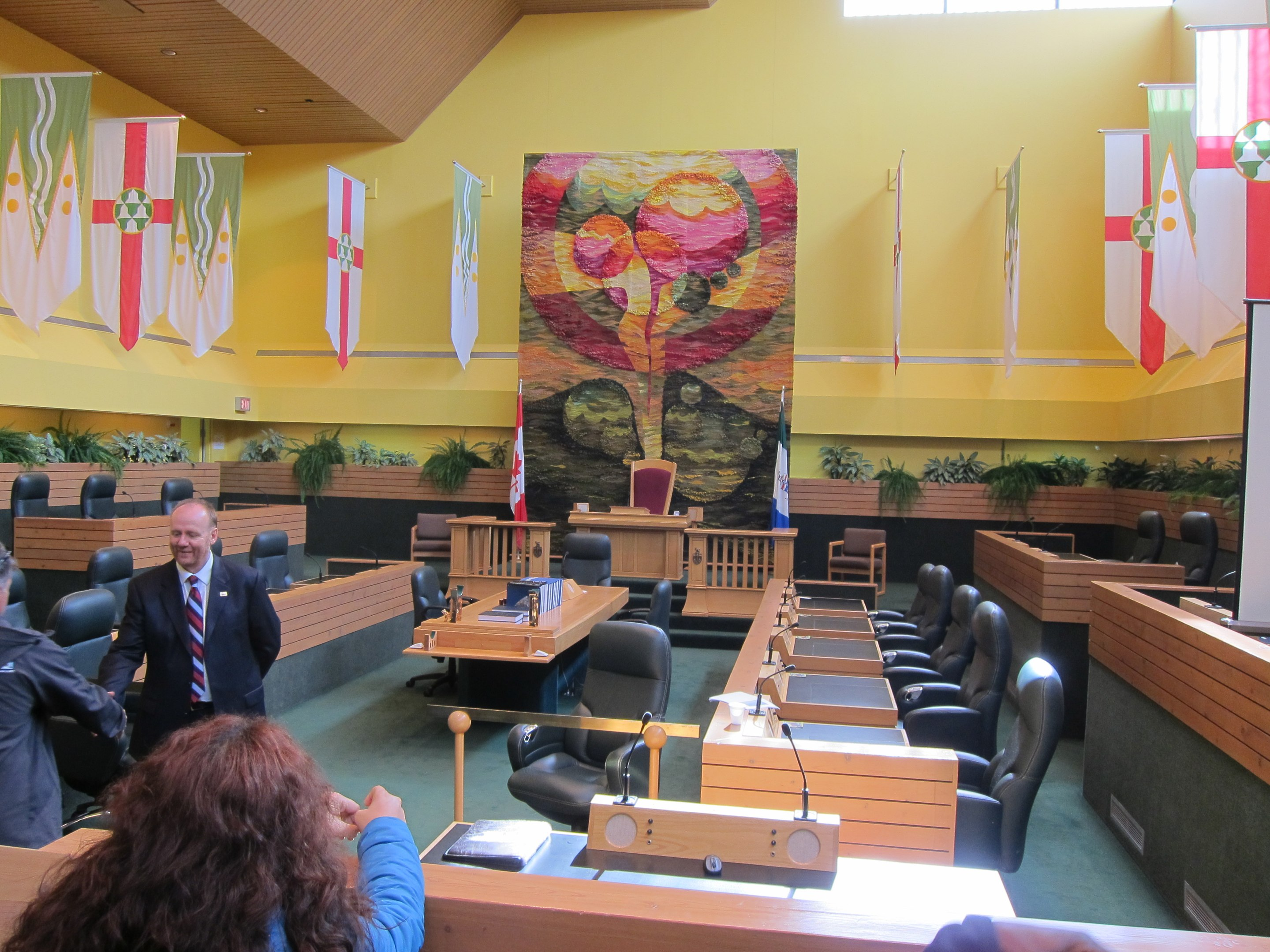
Ratssaal in Whitehorse

Die Legislativversammlung von Yukon (engl. Yukon Legislative Assembly, frz. Assemblée législative du Yukon) ist die Legislative des kanadischen Territoriums Yukon. Es tagt im Parlamentsgebäude in Whitehorse. Seine Hauptaufgaben sind der Erlass neuer Gesetze, das Genehmigen des Staatshaushaltes und die Kontrolle der Regierung.
Der Legislativversammlung gehören 19 Mitglieder an, die in ebenso vielen Wahlkreisen nach dem Mehrheitswahlsystem gewählt werden. Der Anführer der Mehrheitspartei ist gleichzeitig Premierminister und steht der Regierung vor.
Vorläufer des heutigen Territorialparlaments war der 1900 bis 1978 existierende Yukon Territorial Council (Yukon-Territorialrat). Er umfasste zehn nichtparteiliche Mitglieder, die den von der Bundesregierung eingesetzten Kommissar berieten. Nach der Verabschiedung eines neuen Wahlgesetzes im Jahr 1977 wurde der Rat im darauf folgenden Jahr ersetzt.

## Aktuelle Zusammensetzung
Letzte Wahl: 12. April 2021
| Partei | Partei                     | Sitze |
| ------ | -------------------------- | ----- |
|        | Yukon Liberal Party        | 8     |
|        | Yukon Party                | 8     |
|        | Yukon New Democratic Party | 3     |

## Sitzzahlen bei früheren Wahlen
Die Regierungspartei ist jeweils fett markiert.
| Datum      | Sitze | Yukon Party | Liberale | NDP | Unabhängige |
| ---------- | ----- | ----------- | -------- | --- | ----------- |
| 12.04.2021 | 19    | 8           | 8        | 3   |             |
| 07.11.2016 | 19    | 6           | 11       | 2   |             |
| 11.10.2011 | 19    | 11          | 2        | 6   |             |
| 10.10.2006 | 18    | 10          | 5        | 3   |             |
| 04.11.2002 | 18    | 12          | 1        | 5   |             |
| 17.04.2000 | 17    | 1           | 10       | 6   |             |
| 30.09.1996 | 17    | 3           | 3        | 11  |             |
| 19.10.1992 | 17    | 7           | 1        | 6   | 3           |
| 20.02.1989 | 16    | 7           |          | 9   |             |
| 13.05.1985 | 16    | 6           | 2        | 8   |             |
| 07.06.1982 | 16    | 10          |          | 6   |             |
| 20.11.1978 | 16    | 11          | 2        | 1   | 2           |
| Datum      | Sitze | Yukon Party | Liberale | NDP | Unabhängige |